# Elżbieta Dziegieć
Elżbieta Maria Dziegieć (ur. 17 lipca 1939 Stobiecku Miejskim, zm. 31 stycznia 2009 w Łodzi) – polska geograf specjalizująca się w geografii turyzmu, profesor Uniwersytetu Łódzkiego, kierownik Zakładu Geografii Turyzmu (1991–2009), wiceprzewodnicząca Komisji Dyscyplinarnej dla Studentów UŁ (1996–1999), członek Rady Wydawniczej UŁ (1996–2008), kierownik Podyplomowego Studium Turystyki Uniwersytetu Łódzkiego (1980-1992).

## Życiorys
W 1958 roku ukończyła I Liceum Ogólnokształcące im. Feliksa Fabianiego w Radomsku i podjęła studia geograficzne na Wydziale Biologii i Nauk o Ziemi Uniwersytetu Łódzkiego. Pracę magisterską przygotowała pod kierunkiem profesora Ludwika Straszewicza, w Katedrze Geografii Ekonomicznej na temat „Rozwój ludności miasta Radomska w latach 1945–1960” gdzie uzyskała tytuł magistra geografii w zakresie geografii ekonomicznej w 1962 r.
Po ukończeniu studiów została zatrudniona w Katedrze Geografii Ekonomicznej, na etacie inżynieryjno-technicznym, a następnie jako asystent naukowo-dydaktyczny. Rozprawę doktorską na temat „Zróżnicowanie społeczno-gospodarcze wsi w aspekcie stażu administracyjnego na przykładzie województwa łódzkiego”, przygotowała pod kierunkiem prof. Ludwika Straszewicza. Obrona tej pracy odbyła się 24 lutego 1976 r. na Uniwersytecie Łódzkim, a jej recenzentami byli: prof. Jan Ernst i doc. dr hab. Stefan Witkowski.
Na przełomie lat 1977–1978 odbyła czteromiesięczny staż, w Instytucie Geografii Uniwersytetu Aix-Marseille II we Francji pod opieką prof. Bernarda Barbiera. W roku 1981 powstał nowy Zakład Geografii Miast i Turyzmu, którego była współorganizatorem i współtwórcą.
W 1996 roku został przeprowadzony przewód habilitacyjny na Uniwersytecie Jagiellońskim na podstawie rozprawy pt. Urbanizacja turystyczna terenów wiejskich w Polsce (1995). 1 kwietnia 1999 r. powołana została na stanowisko profesora nadzwyczajnego Uniwersytetu Łódzkiego. 

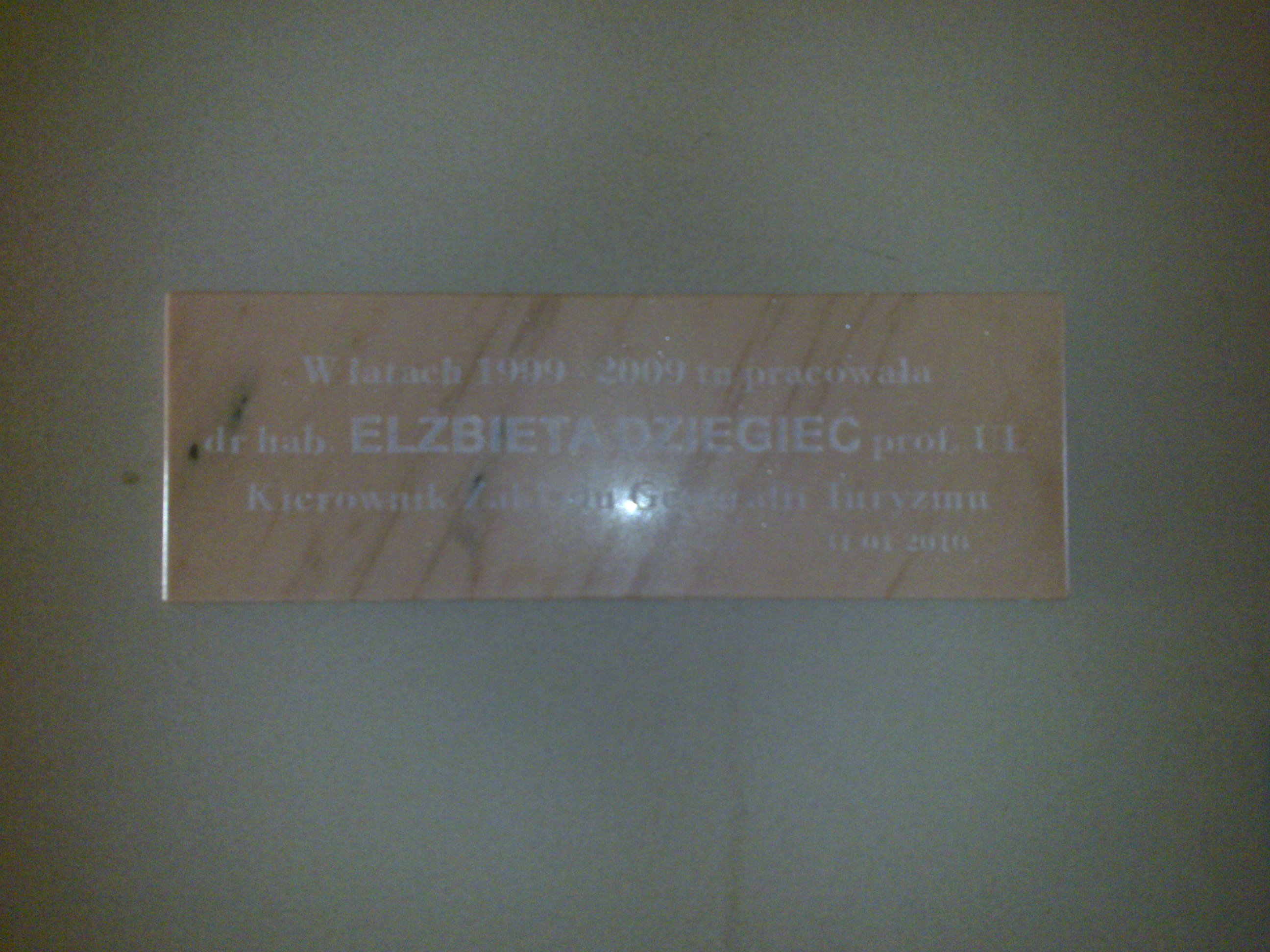
Tablica pamiątkowa poświęcona prof. Elżbiecie Dziegieć w Instytucie Geografii Miast i Turyzmu Uniwersytetu Łódzkiego.

Dorobek naukowy prof. Elżbiety Dziegieć obejmuje około 70 prac. Prowadziła również wykłady na zagranicznych uczelniach, dotyczyły one geografii społeczno-ekonomicznej Polski, Łodzi i regionu łódzkiego oraz geografii turyzmu. Wykłady te wygłaszała na uniwersytetach: w Tbilisi (1977), Paryżu X – Nanterre (1982), Aix-en Provence(1986), Sofii (1986) oraz kilkakrotnie w Angers.
Aktywnie uczestniczyła w międzynarodowych spotkaniach zagranicznych. Uczestniczyła w XXV Kongresie Międzynarodowej Unii Geograficznej w Paryżu (1984) i w XXVIII w Hadze (1996). Była członkiem Komisji Geografii Turyzmu i Wypoczynku Międzynarodowej Unii Geograficznej (konferencje we Francji i Berlinie Zachodnim). Brała także w kongresie organizacji ATLAS (Association for Tourism and Leisure Education) a 1999 roku została wybrana na członka zwyczajnego Łódzkiego Towarzystwa Naukowego. Zmarła dnia 31 stycznia 2009, pochowana została na cmentarzu parafialnym w Stobiecku Miejskim. 

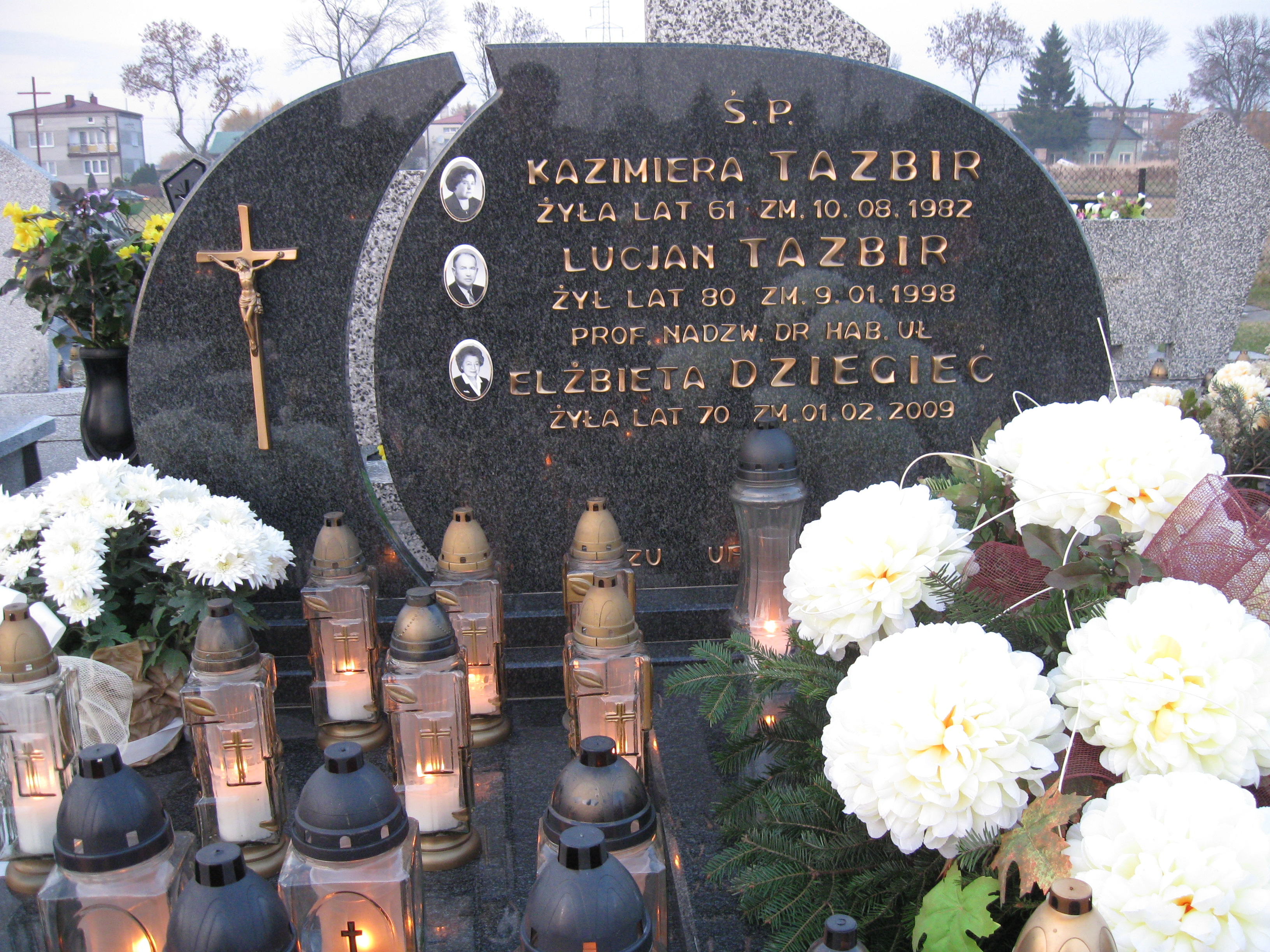
Grób prof. Elżbiety Dziegieć na Cmentarzu Parafialnym w Stobiecku Miejskim.

## Rodzina
Była córką Zygmunta Dziegieć, więźnia obozu koncentracyjnego Auschwitz i Kazimiery Marty z domu Gliźniewicz. Nie wyszła za mąż i nie posiadała dzieci. Była bratanicą Wincentego Dziegiecia polskiego nauczyciela, społecznika, wieloletniego kierownika szkoły w Siemkowicach oraz była spokrewniona z Leonardem Sanikowskim-Dziegieć, polskim duchownym katolickim, redemptorystą, zamordowanym przez Niemców, w drugim dniu rzezi Woli, 6 sierpnia 1944 roku.

## Odznaczenia
W uznaniu działalności naukowej, dydaktycznej i organizacyjnej była odznaczana i wyróżniana zarówno przez władze UŁ, jak i państwowe. Uhonorowano została: Złotą Odznaką UŁ (1982), Medalem 50-lecia UŁ (1997), Medalem UŁ w Służbie Społeczeństwu i Nauce (1990), Złotą Odznaką ZNP (1977), Medalem Komisji Edukacji Narodowej (1998) oraz Złotym Krzyżem Zasługi (2004). Otrzymała kilkakrotnie nagrodę indywidualną Rektora UŁ (1983, 1984, 1987, 1989, 1990) oraz nagrodę Ministra Nauki i Szkolnictwa Wyższego (1986).

## Publikacje[7]
- Dziegieć E., 1987, Przemiany osadnictwa wiejskiego pod wpływem turystyki i wypoczynku w świetle literatury, Acta Universitatis Lodziensis, Turyzm, z. 3, s. 7–31.
- Dziegieć E., 1988, Przemiany wsi Chałupy i Kuźnica pod wpływem rozwoju turystyki, Acta Universitatis Lodziensis, Turyzm, z. 4, s. 69–95.
- Dziegieć E., 1989, Przemiany wsi położonych w strefie krajobrazowej pojezierzy, [w:] Turystyka jako czynnik rozwoju społeczno-gospodarczego. Wyniki prac z lat 1986–1987, Instytut Turystyki, Warszawa, s. 118–141.
- Dziegieć E., 1990, Przemiany wsi Cisna i Wołkowyja pod wpływem turystyki, Acta Universitatis Lodziensis, Turyzm, z. 6, s. 83–102.
- Dziegieć E., 1991, Przemiany wsi rybackich pod wpływem turystyki. Przykład Mierzei Wiślanej i Helskiej, [w:] S. Liszewski (red.), Przemiany przestrzeni wiejskiej w Polsce i we Francji pod wpływem urbanizacji i turystyki, Acta Universitatis Lodziensis, Folia Geographica, nr 14, s. 107–120.
- Dziegieć E., 1992, Rural tourist centres in the Polish uplands zones, Turyzm, t. 2, z. 1, s. 83–97.
- Dziegieć E., 1995, Urbanizacja turystyczna terenów wiejskich, Turyzm, t. 5, z. 1, s. 5–56.
- Dziegieć E., Liszewski S., 1981, Expansion des terrains de loisirs et de tourisme dans la région urbaine de Łódź, Etudes et Mémoires, Centre des Hautes Etudes Touristiques, Actes du Colloque d’Aix-en- Provence, 6/11 Septembre 1981, Aix-en Provence, s. 88–96.
- Dziegieć E., Liszewski S., 1983, Zones suburbaines en tant que les terrains de recreation pour les habitants des grandes villes polonaises, [w:] Tourisme et Loisire aux environs de grandes villes. Materiały z Sympozjum International Geographical Union Commision of the Georaphy of Tourism and Leisure, Łódź 4–11 September 1983, s. 7–42.
- Dziegieć E., Liszewski S., 1984, Zones suburbaines en tant que terrains de recreation pour les habitants des grandes villes polonaises, Problemy Turystyki, nr 2, s. 11–21.
- Dziegieć E., Liszewski S., 1985, Wyjazdy wakacyjno-urlopowe mieszkańców Łodzi, Turyzm, t. 12, z. 2, s. 33–49.
- Dziegieć E., Liszewski S., 2002, Rozwój badań geografii turyzmu w Polsce w XX wieku, Acta Universitatis Lodziensis, Turyzm, z. 1, s. 5–26.
- Dziegieć E., 1987, Przemiany osadnictwa wiejskiego pod wpływem turystyki i wypoczynku w świetle literatury, Acta Universitatis Lodziensis, Turyzm, no. 3, s. 7–31.
- Dziegieć E., 1988, Przemiany wsi Chałupy i Kuźnica pod wpływem rozwoju turystyki, Acta Universitatis Lodziensis, Turyzm, no. 4, s. 69–95.
- Dziegieć E., 1989, Przemiany wsi położonych w strefie krajobrazowej pojezierzy, [in:] Turystyka jako czynnik rozwoju społeczno-gospodarczego. Wyniki prac z lat 1986–1987, Instytut Turystyki, Warszawa, s. 118–141.
- Dziegieć E., 1990, Przemiany wsi Cisna i Wołkowyja pod wpływem turystyki, Acta Universitatis Lodziensis, Turyzm, no. 6, s. 83–102.
- Dziegieć E., 1991, Przemiany wsi rybackich pod wpływem turystyki. Przykład Mierzei Wiślanej i Helskiej, [in:] S. Liszewski (ed.), Przemiany przestrzeni wiejskiej w Polsce i we Francji pod wpływem urbanizacji i turystyki, Acta Universitatis Lodziensis, Folia Geographica, no. 14, s. 107–120.
- Dziegieć E., 1992, Rural tourist centres in the Polish uplands zones, Turyzm, vol. 2, no. 1, s. 83–97.
- Dziegieć E., 1995, Urbanizacja turystyczna terenów wiejskich, Turyzm, vol. 5, no. 1, s. 5–56.
- Dziegieć E., Liszewski S., 1981, Expansion des terrains de loisirs et de tourisme dans la région urbaine de Łódź, Etudes et Mémoires, Centre des Hautes Etudes Touristiques, Actes du Colloque d’Aix-en- Provence, 6-11 Septembre 1981, Aix-en Provence, s. 88–96.
- Dziegieć E., Liszewski S., 1983, Zones suburbaines en tant que les terrains de recreation pour les habitants des grandes villes polonaises, [in:] Tourisme et Loisire aux environs de grandes villepp. Materiały z Sympozjum International Geographical Union Commision of the Georaphy of Tourism and Leisure, Łódź 4-11 September 1983, s. 7–42.
- Dziegieć E., Liszewski S., 1984, Zones suburbaines en tant que terrains de recreation pour les habitants des grandes villes polonaises, Problemy Turystyki, no. 2, s. 11–21.
- Dziegieć E., Liszewski S., 1985, Wyjazdy wakacyjno-urlopowe mieszkańców Łodzi, Turyzm, vol. 12, no. 2, s. 33–49.
- Dziegieć E., Liszewski S., 2002, Rozwój badań geografii turyzmu w Polsce w XX wieku, Acta Universitatis Lodziensis, Turyzm, no. 1, s. 5–26.